# Urcel
Urcel település Franciaországban, Aisne megyében. Lakosainak száma 539 fő (2022. január 1.). Urcel Chavignon, Laval-en-Laonnois, Monampteuil, Royaucourt-et-Chailvet, Vaucelles-et-Beffecourt és Pargny-et-Filain községekkel határos.

## Népesség
A település népessége az elmúlt években az alábbi módon változott:
| Lakosok száma | 377  | 470  | 502  | 570  | 554  | 570  | 585  | 589  | 571  | 539  |
|               | 1968 | 1982 | 1990 | 2006 | 2013 | 2015 | 2017 | 2019 | 2020 | 2022 |